# Gettr

Logotipo da Gettr

Gettr é uma plataforma de mídia social criada por Jason Miller, ex-auxiliar e porta-voz de Donald Trump. Uma versão beta da plataforma estreou em 1 de julho de 2021. O visual do serviço traz semelhanças com o do Twitter.

## Histórico
Após o ataque de 6 de janeiro de 2021 ao Capitólio dos Estados Unidos, vários sites de mídia social reprimiram o uso de redes sociais de Donald Trump, incluindo Twitter, Facebook e Instagram, que o baniram de suas plataformas. Plataformas também suspenderam alguns apoiadores de Trump e outros sob alegação de que estavam compartilhando teorias da conspiração e conteúdo extremista. Essas ações levaram a protestos de alguns conservadores de que sites de mídia social e "Big Tech" estavam silenciando os conservadores.
Após as proibições, Trump começou a procurar plataformas alternativas, decidindo por criar seu próprio blog para compartilhar conteúdo semelhante ao que ele havia postado anteriormente no Twitter. Ele fechou o blog logo após seu lançamento, após uma receptividade pouco positiva.

## Perfil
Gettr é apresentada como uma plataforma conservadora de mídia social, e como uma "rede social não-tendenciosa", e se auto-intitula como uma alternativa às redes sociais tradicionais, escrevendo em uma declaração de missão que seus objetivos incluem "combater a cultura de cancelamento, promover o bom senso, defender a liberdade de expressão, desafiar monopólios das mídias sociais e criar um verdadeiro mercado de ideias". De acordo com Miller, o nome se baseia na ideia de "ficar juntos".